# If I Were U
If I Were U (reso graficamente if i were u) è un singolo promozionale del rapper statunitense Blackbear e del cantante statunitense Lauv, pubblicato il 21 agosto 2020 e incluso nel sesto album in studio di Blackbear Everything Means Nothing.

## Tracce
Testi e musiche di Matthew Musto, Ari Leff e Andrew Goldstein.
1. If I Were U – 3:06

## Formazione
- Blackbear – voce, basso, tastiera, programmazione, produzione
- Lauv – voce, produzione vocale
- Andrew Goldstein – voce aggiuntiva, chitarra, tastiera, programmazione, produzione
- Alex Ghenea – missaggio